# 重吻樂團
重吻樂團（风格化（英語）：The HARDKISS）是一支成立於2011年的烏克蘭搖滾樂隊，成員包括主唱尤利婭·薩寧娜、吉他手瓦萊里·貝布科、貝斯手克雷姆·利修克和鼓手葉夫亨·基貝列夫。樂團以歌曲《Helpless》參加了2016年歐洲歌唱大賽烏克蘭全國選拔賽，並在全國決賽中敗給了賈瑪拉，獲得第二名，賈瑪拉以她的歌曲《1944》在大賽為烏克蘭獲得第二個冠軍。迄今為止，該樂團已經發行了四張錄音室專輯、一張EP、一張現場專輯和多首單曲。